# کیش‌ایگماند
کیش‌ایگماند (به مجاری:  Kisigmánd) یک شهرداری در مجارستان است که در ناحیه کوماروم واقع شده‌است. کیش‌ایگماند ۱۳٫۱۴ کیلومتر مربع مساحت و ۵۴۴ نفر جمعیت دارد.